# Dana Calderwood
Pour les articles homonymes, voir Calderwood.
Dana Calderwood est un réalisateur et producteur américain.

## Filmographie
Comme réalisateur
- 1987 : Super Sloppy Double Dare (série télévisée)
- 1987 : Remote Control (en) (série télévisée)
- 1988 : Double Dare: The Messiest Moments (vidéo)
- 1991 : Get the Picture (série télévisée) (série télévisée)
- 1991 : Where in the World is Carmen Sandiego? (série télévisée)
- 1999 : Crossing Over with John Edward (série télévisée)
- 2000 : Double Dare 2000 (série télévisée)
- 2000 : History IQ (série télévisée)
- 2001 : Musicians (série télévisée)
- 2003 : The Brini Maxwell Show (série télévisée)

Comme producteur
- 2000 : History IQ (série télévisée)